# São Vicente (Guarda)
São Vicente ist ein Ort und eine ehemalige Gemeinde (Freguesia) im portugiesischen Kreis Guarda. Die Gemeinde hatte 11.554 Einwohner (Stand 30. Juni 2011).
Am 29. September 2013 wurden die Gemeinden Guarda (São Vicente), Guarda (Sé) und São Miguel da Guarda zur neuen Gemeinde Guarda zusammengeschlossen.

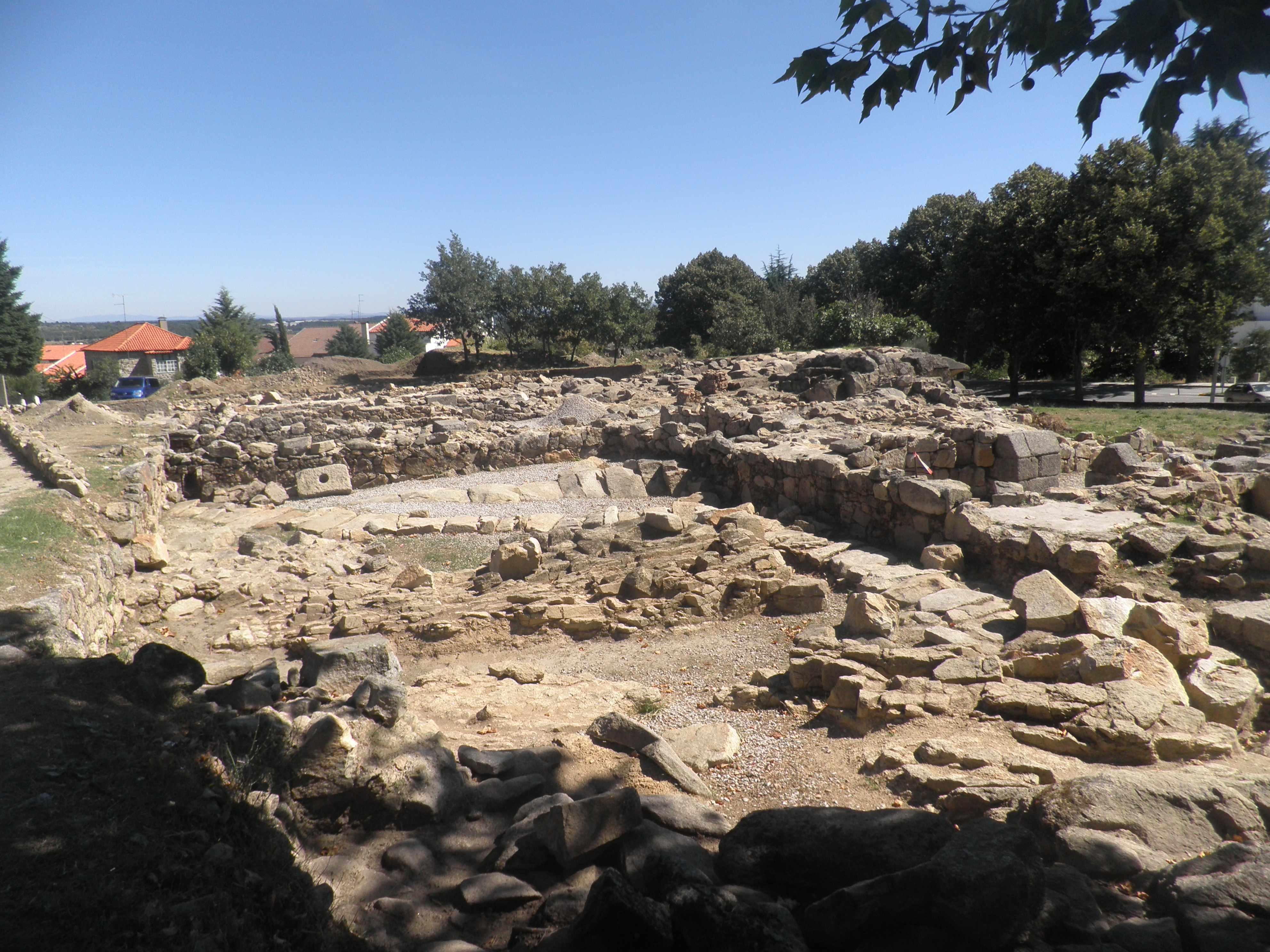
Estação Arqueológica da Póvoa do Mileu

Die römische Villa von "Estação arqueológica da Póvoa de Mileu" liegt im Ortsteil Judiária im Norden von Guarda.